# Luehdorfia
Luehdorfia is een geslacht van vlinders uit de familie van de pages (Papilionidae) en de onderfamilie Parnassiinae.

## Soorten
- Luehdorfia chinensis (Leech, 1833)
- Luehdorfia japonica (Pryer, 1886)
- Luehdorfia puziloi (Erschoff, 1872)